# تيرنس أوجليسبي
تيرنس أوجليسبي (بالنرويجية: Terrence Oglesby)‏ مواليد 12 مارس 1988 في كونغسبرغ، هو لاعب كرة سلة أمريكي. بدأ مسيرته الاحترافية في سنة 2009. يلعب في الدوري السويدي لكرة السلة. يحمل الرقم 5. يبلغ طوله 6 قدم 2 بوصة (1.9 م).

## المسيرة الاحترافية
لعب مع سندسفال دراغونز في موسم 2011–2012، ثم لعب مع نادي بوروس لكرة السلة في موسم 2012–2013، ثم لعب مع سانت بريوك في موسم 2013–2014، ثم لعب مع نادي روستاوي لكرة السلة في سنة 2015، ثم لعب مع آيوا إنرجي في موسم 2015–2016.

## روابط خارجية
- تيرنس أوجليسبي على موقع كلية كرة السلة في سبورتس رفرنس.كوم (الإنجليزية)
- تيرنس أوجليسبي على موقع ريلجم (الإنجليزية)
- تيرنس أوجليسبي على موقع بروبوليرز (الإنجليزية)